# Hotel-ami
hotel-ami.de ist ein in sechzehn Sprachen verfügbares Gastgeberverzeichnis zur Suche von Hotels, Pensionen und sonstigen Unterkünften.

## Geschichte
hotel-ami.de wurde 1996 als Einzelunternehmen von Bernhard Schädlich in Bensheim gegründet.
1999 wurde das Unternehmen in eine GmbH umgewandelt und der Sitz nach Eppelheim verlagert. Mittlerweile beschäftigte die Firma über 45 Mitarbeiter, von denen die weltweiten Partnerhotels telefonisch betreut werden. 2003 wurde das Hotelverzeichnis hotel-ami.de von der Stiftung Warentest zu den besten Reiselinks gezählt. Das Portal verzeichnet täglich mehrere
10.000 Zugriffe. 2005 führte das Unternehmen eine zusätzliche, barrierefreie Version der Internetseite für Sehbehinderte und Blinde ein.

## Besonderheiten
Die Datenbank liefert durch Selektion von 50 verschiedenen Hauskriterien effiziente Ergebnisse. Interaktive Landkarten weisen den Weg in 35.000 Städte und Ortschaften aus 205 Ländern. Gastgeber haben die Möglichkeit, spezielle Angebote und saisonale Besonderheiten immer aktuell zu veröffentlichen. Telefonische Buchungsanfragen bei den Gastgebern sind für potenzielle Gäste
kostenfrei. Online-Buchungen und Reservierungsanfragen sind über das System ebenfalls möglich.

Im Gegensatz zu vergleichbaren Mitbewerbern fallen bei hotel-ami.de keine buchungsabhängigen Kosten und/oder Gebühren an, weder für die Partnerhotels noch für die über hotel-ami.de an diese vermittelten Kunden.

## Kochschule
Im Sommer 2008 wurde die Kochschule Eppelheim eröffnet, die zum einen als Kochschule für ambitionierte Hobbyköche fungiert, aber auch als Reiseveranstalter auftritt. Es handelt sich hierbei um den einzigen Reiseveranstalter Deutschlands, der sich auf Reisen spezialisiert hat, bei denen das aktive Kochen der Reiseteilnehmer im Vordergrund steht.